# جون كولينز براينت
جون كولينز براينت (بالإنجليزية: John Collins Bryant)‏ هو طبيب أمريكي، ولد في 21 ديسمبر 1821 في Stroud ‏ في المملكة المتحدة، وتوفي في 6 نوفمبر 1901.